# Нюс

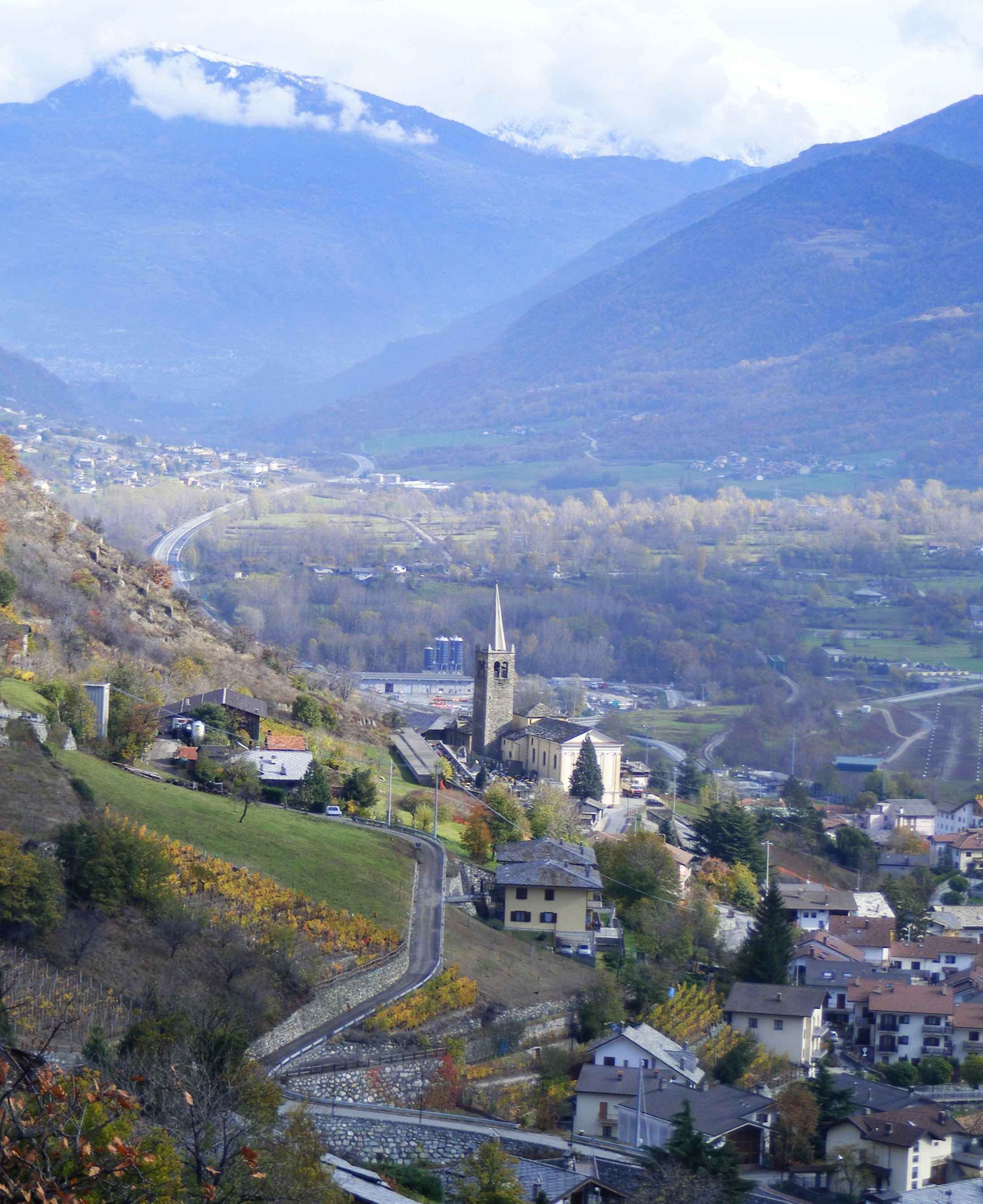

Нюс (фр. Nus) — коммуна в Италии, располагается в автономном регионе Валле-д’Аоста.
Население составляет 2755 человек (2008 г.), плотность населения составляет 48 чел./км². Занимает площадь 57 км². Почтовый индекс — 11020. Телефонный код — 0165.
Покровителем коммуны почитается святой Иларий Пиктавийский, празднование 13 января.

## Демография
Динамика населения:

## Известные люди
Аттилио Ломбар (род. 1944) — участник зимних Олимпийских игр 1972 года.